# Vinh Kim
Vinh Kim là một xã thuộc tỉnh Vĩnh Long, Việt Nam.

## Địa lý
Xã Vinh Kim có vị trí địa lý:
- Phía đông giáp xã Hòa Minh, ranh giới là Sông Cổ Chiên
- Phía tây giáp xã Châu Thành.
- Phía nam giáp các xã Nhị Trường, Cầu Ngang và Mỹ Long.
- Phía bắc giáp xã Hưng Mỹ; giáp xã Long Hòa, ranh giới là Sông Cổ Chiên.

Xã Vinh Kim có diện tích 56,68 km², dân số năm 2025 là 30.261 người, mật độ dân số đạt 533 người/km².

### Địa hình, địa mạo
Xã Vinh Kim thuộc vùng đồng bằng ven biển, địa hình tương đối bằng phẳng với cao trình phổ biến từ 0,4 - 0,6 m, bị chia cắt mạnh bởi hệ thống sông rạch, đồng thời bị ngăn cách bởi các giồng cát hình thành những khoảng cao thấp cục bộ. Với dạng địa hình này, thích hợp cho canh tác lúa, hoa màu, trồng cây lâu năm và nuôi trồng thủy sản.

### Khí hậu
Xã Vinh Kim nằm trong vùng khí hậu nhiệt đới gió mùa ven biển, trong năm có hai mùa mưa, nắng rõ rệt.
Nhiệt độ: nhiệt độ trung bình của xã từ 25 - 28 °C, cao nhất vào tháng 4, tháng 5 và thấp nhất vào tháng 12, tháng 1. Nhìn chung xã Vinh Kim có nhiệt độ tương đối cao và thích hợp cho nhiều loại cây trồng sinh trưởng và phát triển.
Nắng và bức xạ mặt trời: xã nằm trong khu vực nắng nhiều, tổng lượng nhiệt bức xạ quang hợp dồi dào, phân phối khá điều hòa qua các tháng và ổn định qua các năm. Lượng bức xạ trung bình khá cao từ 5.300-8.300 cal/cm²/tháng.
Mưa và lượng bốc hơi: thời gian mưa từ cuối tháng 5 đến cuối tháng 10 (5 tháng), tổng lượng mưa thấp, lượng mưa trung bình <1.300 mm/năm, lượng mưa phân bố không đều, tập trung vào tháng 8, tháng 9. Do phân bố mưa chỉ khoảng 5 tháng/năm, đồng thời lại phân hóa mạnh mẽ theo thời gian và không gian gây ảnh hưởng lớn đến sản xuất nông nghiệp. Lượng bốc hơi cao nhất vào mùa khô từ tháng 12 năm trước đến tháng 4 năm sau.
Gió: xã bị chi phối bởi hệ thống gió mùa, đặc biệt là gió Tây Nam, Đông Bắc hoặc gió Đông Nam:
- Gió mùa Tây Nam thổi từ tháng 5 đến tháng 10, mang nhiều hơi nước và gây mưa, tốc độ gió 3 m/s - 4 m/s.
- Gió mùa Đông Bắc hoặc gió mùa Đông Nam thổi từ tháng 11 đến tháng 3 năm sau, gió mùa Đông Bắc có tốc độ 2,3 m/s, gió mùa Đông Nam (gió chướng) tốc độ 14 m/s - 16 m/s.
- Độ ẩm không khí: do chịu ảnh hưởng của khối không khí biển nên độ ẩm tương đối của không khí khá cao, trung bình 70 - 90%, độ ẩm cao vào các tháng mùa mưa (tháng 8, tháng 9, tháng 10) và thấp vào các tháng mùa khô (tháng 1, tháng 2, tháng 3, tháng 4).

Nhìn chung, khí hậu của xã khá thuận lợi cho nền nông nghiệp đa canh và nuôi trồng thủy sản. Tuy nhiên thời gian mưa ngắn, trong khi phần lớn diện tích canh tác của xã nguồn nước bị nhiễm mặn, do đó khó khăn về nguồn nước ngọt cho sản xuất nông nghiệp đặc biệt là trong các tháng mùa khô.

### Thủy văn
Xã Vinh Kim chịu ảnh hưởng mạnh mẽ của chế độ bán nhật triều biển Đông với các hệ thống sông rạch chằng chịt. Nguồn nước cung cấp cho xã hoàn toàn bị chi phối bởi sông Cổ Chiên, sông Vinh Kim, kênh Vĩnh Bình - Mỹ Cẩm. Ngoài ra còn một số kênh rạch khác như: rạch Rập, rạch Cá Trê và các tuyến kênh cấp II trên địa bàn phục vụ cho việc tiêu thoát nước rất lớn.
Sông Vinh Kim bắt nguồn từ sông Cổ Chiên sông này khá uốn khúc nối với nhiều tuyến kênh nội đồng, biên độ triều cao nên tiêu thoát nước tốt. Sông có hệ thống cống ngăn triều cường khá hoàn chỉnh. Trong ngày nước lên xuống 2 lần, trong tháng có 2 lần triều cường và 2 lần triều kém.

### Tài nguyên đất
Xã Vinh Kim có 3 nhóm đất chính, bao gồm:
- Đất giồng cát: có diện tích 316,47 ha, chiếm 9,4 % diện tích tự nhiên, có địa hình tương đối cao, sa cấu chủ yếu là cát pha thịt, sét giữ nước kém, có điều kiện thoát nước nhanh và không bị ngập nước.
- Đất phù sa: có diện tích 1.514,89 ha, chiếm 44,99% diện tích tự nhiên, đất có địa hình khá bằng phẳng được phân bố đều trên địa bàn.
- Đất phèn: có diện tích 871,14 ha, chiếm 25,87% diện tích tự nhiên, có địa hình thấp đến trũng, có thời gian ngập nước quanh năm.

Phần diện tích còn lại là sông rạch.

## Lịch sử
Ngày 16 tháng 6 năm 2025, Ủy ban Thường vụ Quốc hội ban hành Nghị quyết số 1687/NQ-UBTVQH15 về việc sắp xếp các đơn vị hành chính cấp xã của tỉnh Vĩnh Long năm 2025. Theo đó, sắp xếp toàn bộ diện tích tự nhiên, quy mô dân số của xã Vinh Kim và Kim Hòa thành xã mới có tên gọi là xã Vinh Kim.
Sau khi sáp nhập, xã Vinh Kim có 56,68 km² diện tích tự nhiên và dân số 30.261 người.

## Hành chính
Xã Vinh Kim được chia thành 9 ấp: Trà Cuôn, Chà Và, Thôn Rôn, Giồng Lớn, Cà Tum A, Cà Tum B, Rẩy, Vinh Cửu, Mai Hương.

## Kinh tế
Đặc sản: Vinh Kim được nổi tiếng với tôm khô của dì Hai Khâm đã tham gia trên 50 lần có mặt tại hội chợ triển lãm thương mại tầm cỡ quốc gia và xuất khẩu hơn 20 quốc gia.

## Văn hóa
Tôn giáo: Xã Vinh Kim có 3 tôn giáo chính: Phật giáo, Công giáo và Cao Đài. Khác với các xã khác trong huyện, phật giáo có ở Cà Tum, Vĩnh Cửu và Mai Hương. Công giáo rất phát triển có nhiều họ đạo như: Vinh Kim, Vĩnh Hòa, Thôn Rôn, Giồng Lớn và Mai Hương, được hình thành từ lâu. Cao đài ở Mai Hương.